# Zaitzevia babai
Zaitzevia babai là một loài bọ cánh cứng trong họ Elmidae. Loài này được Nomura miêu tả khoa học năm 1963.